# Mihai-Laurențiu Polițeanu
Mihai-Laurențiu Polițeanu (n. 9 septembrie 1977, Ploiești, România) este un om politic român, ales deputat de Prahova în 2020 din partea Uniunii Salvați România (USR) și în 2024 primar independent al municipiului Ploiești.